# ولسوالی کران و منجان
کران و منجان یکی از ولسوالی‌های ولایت بدخشان در شمال خاوری افغانستان است.
این منطقه که در کوه‌های هندوکش واقع شده است، جمعیت این ولسوالی حدود ۸۰۰۰ نفر است. این ولسوالی مرکز اداری ناحیه کران و منجان است.
این ولسوالی در گوشه جنوب غربی این ولایت است و از شمال شرقی آن با ولسوالی جرم و زیباک همسایه است. بیشتر مرزهای این ولسوالی در مجاورت سایر ولایات افغانستان است، اما بخش بسیار کوچکی در لبه شرقی ولسوالی در مرز بین‌المللی افغانستان و پاکستان قرار دارد.
مرکز زمین‌لرزه ۱۳۹۴ هندوکش در ۴۵ کیلومتری شمال اینجا بود. از دره‌های معروف می‌توان به دره کوکشا در نزدیکی رودخانه کوکشا اشاره کرد که به خاطر معادنش معروف است.

## منبع‌ها
1. ↑  «Real Time Earthquakes in the world». geographic.org. دریافت‌شده در ۲۰۲۴-۰۴-۱۶.
2. ↑  earthquake.usgs.gov https://earthquake.usgs.gov/earthquakes/eventpage/us10003re5/executive#general_summary. دریافت‌شده در ۲۰۲۴-۰۴-۱۶. پارامتر |عنوان= یا |title= ناموجود یا خالی (کمک)

- مشارکت‌کنندگان ویکی‌پدیا. «Kuran wa Munjan District». در دانشنامهٔ ویکی‌پدیای انگلیسی، بازبینی‌شده در ۲۱ دی ۱۳۹۰ خورشیدی.